# Sibilla di Anhalt
Sibilla di Anhalt (Bernburg, 28 settembre 1564 – Leonberg, 26 ottobre 1614) è stata una principessa di Anhalt e duchessa di Württemberg.

## Biografia
Era la quarta figlia (ma terza superstite) di  Gioacchino Ernesto di Anhalt (1536-1586), e della sua prima moglie, Agnese di Barby-Mühlingen (1540-1569).
Nel 1577, sua sorella Anna Maria è stata sollevata dal suo incarico come badessa imperiale di Gernrode e Frose per sposare Gioacchino Federico, figlio primogenito ed erede del duca di Brieg. Sibilla prese il suo posto come badessa.

## Matrimonio
Nel 1581 sposò Federico I di Württemberg. Il matrimonio è stato organizzato dalla matrigna, Eleonora di Württemberg. Il matrimonio ha avuto luogo a Stoccarda il 22 maggio dello stesso anno. Il suo successore come badessa era la sua sorellastra minore Agnese Edvige (poi duchessa di Schleswig-Holstein-Sonderburg).
La coppia ebbe sedici figli:
- Giovanni Federico (1582-1628);
- Giorgio Federico (1583-1591);
- Sibilla Elisabetta (1584-1606), sposò Giovanni Giorgio I di Sassonia;
- Elisabetta (1585);
- Ludovico Federico (1586-1631);
- Gioacchino Federico (1587);
- Giulio Federico (1588-1635);
- Filippo Federico (1589);
- Eva Cristina (1590-1657), sposò Giovanni Giorgio del Brandeburgo, secondo figlio maschio dell'Elettore Gioacchino Federico di Brandeburgo;
- Achille Federico (1591-1631);
- Agnese (1592-1629), sposò Francesco Giulio di Sassonia-Lauenburg
- Barbara (1593-1627), sposò Federico V di Baden-Durlach
- Magnus (1594-1622);
- Augusto (1596);
- Anna (1597-1650).

Non ebbe un ruolo di primo piano nella vita di corte o d'influenza sul marito. Dopo la nascita del loro ultimo figlio, la coppia visse praticamente separata. Nei suoi frequenti viaggi in Francia, Italia e Inghilterra, Federico non la portava con sé. Nel 1593 divenne duchessa di Württemberg.
Sibilla era ansiosa di ampliare le sue conoscenze della botanica e chimica, portandola a raccogliere una collezione a base di erbe per la produzione di medicine per i poveri. Come consulente scientifico, ha nominato Elena Magenbuch, una figlia di Johann Magenbuch, il medico personale di Martin Lutero e l'imperatore Carlo V. Elena Magenbuch è stata insignita del titolo di farmacista di corte.

## Morte
Dopo la morte del marito nel 1608, Sibilla si ritirò a Leonberg. Sibilla morì a Leonberg 1614.

## Ascendenza
|                              |   |                             | Genitori                  |  |  | Nonni |  |  | Bisnonni |  |  | Trisnonni |  |
|                              |   |                             |                           |  |  |       |  |  | …        |  |  | …         |  |
|                              |   |                             |                           |  |  |       |  |  | …        |  |  | …         |  |
|                              |   | …                           |                           |  |  |       |  |  | …        |  |  |           |  |
| Giovanni II di Anhalt-Dessau |   |                             |                           |  |  |       |  |  | …        |  |  |           |  |
|                              |   | …                           | …                         |  |  |       |  |  |          |  |  |           |  |
|                              |   | …                           | …                         |  |  |       |  |  |          |  |  |           |  |
|                              |   | …                           | …                         |  |  |       |  |  |          |  |  |           |  |
| Gioacchino Ernesto di Anhalt |   | …                           |                           |  |  |       |  |  |          |  |  |           |  |
|                              |   | Gioacchino I di Brandeburgo | Giovanni I di Brandeburgo |  |  |       |  |  |          |  |  |           |  |
|                              |   | Gioacchino I di Brandeburgo | Giovanni I di Brandeburgo |  |  |       |  |  |          |  |  |           |  |
|                              |   | Gioacchino I di Brandeburgo | Margherita di Sassonia    |  |  |       |  |  |          |  |  |           |  |
| Margherita di Brandeburgo    |   | Gioacchino I di Brandeburgo |                           |  |  |       |  |  |          |  |  |           |  |
|                              |   | Elisabetta di Danimarca     | Giovanni di Danimarca     |  |  |       |  |  |          |  |  |           |  |
|                              |   | Elisabetta di Danimarca     | Giovanni di Danimarca     |  |  |       |  |  |          |  |  |           |  |
|                              |   | Elisabetta di Danimarca     | Cristina di Sassonia      |  |  |       |  |  |          |  |  |           |  |
| Sibilla di Anhalt            |   | Elisabetta di Danimarca     |                           |  |  |       |  |  |          |  |  |           |  |
|                              | … | …                           |                           |  |  |       |  |  |          |  |  |           |  |
|                              | … | …                           |                           |  |  |       |  |  |          |  |  |           |  |
|                              | … | …                           |                           |  |  |       |  |  |          |  |  |           |  |
| Wolfgang von Barby           | … |                             |                           |  |  |       |  |  |          |  |  |           |  |
|                              |   | …                           | …                         |  |  |       |  |  |          |  |  |           |  |
|                              |   | …                           | …                         |  |  |       |  |  |          |  |  |           |  |
|                              |   | …                           | …                         |  |  |       |  |  |          |  |  |           |  |
| Agnese di Barby              |   | …                           |                           |  |  |       |  |  |          |  |  |           |  |
|                              |   | …                           | …                         |  |  |       |  |  |          |  |  |           |  |
|                              |   | …                           | …                         |  |  |       |  |  |          |  |  |           |  |
|                              |   | …                           | …                         |  |  |       |  |  |          |  |  |           |  |
| …                            |   | …                           |                           |  |  |       |  |  |          |  |  |           |  |
|                              |   | …                           | …                         |  |  |       |  |  |          |  |  |           |  |
|                              |   | …                           | …                         |  |  |       |  |  |          |  |  |           |  |
|                              |   | …                           | …                         |  |  |       |  |  |          |  |  |           |  |
|                              |   | …                           |                           |  |  |       |  |  |          |  |  |           |  |